# Universe Today
Universe Today (Вселенная сегодня, UT) — популярный сайт с новостями и интересными событиями о космосе и астрономии. Ресурс основан в 1999 году.
Современный формат был введен 24 июля 2003 года, в его основу легло обсуждение новостей об астрономии и событий, связанных с космосом. В сентябре 2005 года форум по UT был объединен с Bad Astronomy, как часть форума МЕХР. В течение апреля 2011 года Британская ассоциация научных писателей отметила, что авторы UT решили не публиковать новости до их официальной публикации (так называемое, эмбарго на информацию).
Эмили Лакдавалла заявила, что она уважает этот ресурс и Bad Astronomy за их независимый взгляд на новости и интересные истории о космосе.

## Публикации
Universe Today выпустил две книги, изданные как в электронной книги и в печатной форме:
- Tammy Jeff Plotner. What's Up 2006: 365 Days of Skywatching. — ISBN 978-1-4116-8287-0.
- Tammy Plotner. What's Up 2007: 365 Days of Skywatching. — ISBN 978-0-9782214-0-9.